# Abies cilicica
Espèce
Synonymes
- Pinus cilicia Antoine & Kotschy, 1853

Statut de conservation UICN

 NT  : Quasi menacé
Abies cilicica, le Sapin de Cilicie ou Sapin de Taurus est une espèce de conifères de la famille des Pinaceae.

## Description
Cet arbre peut facilement atteindre 15 mètres de haut et avoir un tronc d'un diamètre de 50 centimètres. Les épines mesurent 3 à 4 centimètres de longueur et 3 millimètres de largeur.

## Répartition
Cette espèce pousse en Turquie, en Syrie et au Liban. On la trouve entre 1 000 et 2 000 m d'altitude.

## Liste des sous-espèces et variétés
Selon Tropicos (25 août 2014) (Attention liste brute contenant possiblement des synonymes) :
- Abies cilicica subsp. borisii-regis (Mattf.) Silba
- Abies cilicica subsp. isaurica Coode & Cullen
- Abies cilicica var. borisii-regis (Mattf.) Silba
- Abies cilicica var. isaurica (Coode & Cullen) Silba
- Abies cilicica var. pyramidalis Boydak & Erdórul